# El Soler (Odèn)
El Soler és una masia situada al municipi d'Odèn, a la comarca catalana del Solsonès. Es troba al nucli de població de La Valldan.